# Hypochthoniella
Hypochthoniella – rodzaj roztoczy z kohorty mechowców i rodziny Eniochthoniidae.
Rodzaj ten został opisany w 1910 roku przez Antonia Berlesego. Gatunkiem typowym wyznaczono Hypochthonius minutissimus.
Mechowce te mają notogaster z jednym poprzecznym szwem. Między prodorsum a szwem właściwym obecny jest niewyraźny, przerywany pośrodku rowek.
Rodzaj kosmopolityczny.
Należy tu 6 opisanych gatunków:
- Hypochthoniella crosbyi (Ewing, 1909)
- Hypochthoniella fukushiraensis Shiraishi et Aoki, 1994
- Hypochthoniella mahunkai (Norton et Behan-Pelletier, 2007)
- Hypochthoniella minutissima (Berlese, 1904)
- Hypochthoniella paludicola Fujikawa, 1994
- Hypochthoniella sumatrana Mahunka, 1989